# Jana crepax
Jana crepax är en fjärilsart som beskrevs av Hans Daniel Johan Wallengren. Jana crepax ingår i släktet Jana och familjen Eupterotidae. Inga underarter finns listade i Catalogue of Life.